# Спиридонова, Анастасия Викторовна
Анастаси́я Ви́кторовна Спиридо́нова (род. 20 января 1985 года, Караганда) — российская певица, автор-исполнитель и музыкант. Финалистка проекта «Голос» 2012 года. Победитель первого сезона проекта «Три аккорда» 2014—2015 годов на Первом канале и победитель пятого сезона проекта «Точь-в-точь» 2021 года. Обладатель Гран-при Международного музыкального фестиваля «Белые ночи Санкт-Петербурга» 2018 года.

## Биография
Анастасия Спиридонова родилась 20 января 1985 года в Караганде. В возрасте 10 лет с семьей переехала в Россию, в город Великие Луки. Музыкой занималась с детства, училась в вокальной студии «Терминал». Окончила Государственный музыкальный колледж эстрадно-джазового искусства (ГМКЭДИ) в Москве. В 2007 году Анастасия создала с подругами собственную группу Los Devchatos, в которой до 2012 года исполняла авторские госпелы, соул, джаз и фанк.
В 2010 году Los Devchatos вышли в финал на всероссийском отборе на участие в международном конкурсе Евровидение.

## Карьера
В 2012 году Анастасия Спиридонова стала финалисткой первого сезона телепроекта — «Голос» на Первом канале. Исполнив хит Тины Тёрнер — «Simply the Best» на слепом прослушивании, конкурсантка поразила членов жюри — Александра Градского, Диму Билана и Леонида Агутина — смелым выбором и мощным исполнением песни. Выбрав в качестве наставника Леонида, певица продолжила борьбу за звание «Лучшего Голоса страны».
В рамках проекта Спиридонова исполнила такие композиции, как «Hurt» Кристины Агилеры, «I’m Outta Love» Анастейши, «All by Myself» Селин Дион и др.
29 декабря 2012 года в результате зрительского голосования Анастасия Спиридонова заняла третье место в финале шоу.
После участия в телепроекте певица покинула трио Los Devchatos и начала сольную карьеру.
В 2015 году Анастасия Спиридонова стала победителем конкурсного музыкального проекта Первого канала «Три аккорда», в котором соревновались известные исполнители (Александр Маршал, Ирина Дубцова, Алёна Апина и др.) Проект был посвящен всему разнообразию жанров популярной отечественной музыки.
В рамках проекта Анастасия исполнила такие композиции как: «К единственному нежному» Любови Успенской, «Вьюга» Григория Лепса, «Транзитный пассажир» Ирины Аллегровой и др.
19 октября 2017 года в большом зале Государственного Кремлёвского Дворца состоялся сольный концерт Анастасии Спиридоновой. В грандиозной программе «Я выбираю тебя» приняли участие именитые гости: Александр Маршал, Максим Аверин, Александр Панайотов, Михаил Бублик, Сергей Волчков, Георгий Юфа, группа Los Devchatos. За 2,5 часа в полностью живом исполнении прозвучало порядка 25-ти песен. Музыкальное сопровождение создавал оркестр Red Square Band. Съёмку концерта проводил Первый канал.
22 июля 2018 года, на сцене Ледового Дворца в Петербурге Анастасия Спиридонова, представляя Россию, завоевала Гран-при международного музыкального фестиваля «Белые Ночи Санкт-Петербурга». Исполнив хит Селин Дион «All By Myself» (20 июля) и свой премьерный сингл «Цунами» (21 июля), Анастасия оказалась на первой строчке в таблице общего рейтинга, получив от жюри наивысшие баллы.
22 июля, в рамках гала-концерта фестиваля, после своего выступления, британский певец SEAL объявил Анастасию Спиридонову обладательницей Гран-при. Спец-приз (ротации новой песни «Цунами» на Русском радио) певице вручил генеральный продюсер «Русской медиагруппы» Сергей Балдин.
В 2013—2017 годах певица работала с продюсерским центром VSM Production. С конца 2017 года сотрудничает с компанией «Красный квадрат».
Анастасия является не только исполнителем, но и автором собственных песен: «Я выбираю тебя» (2014), «Все будет хорошо» (2017), «Забери меня с собой» (2017) и «Метель» (2017).
В 2016 году Джахан Поллыева написала для Спиридоновой композиции «Мы сжигаем себя» и «Позолота любви».
В 2016 году вышел видеоклип на песню «Зимняя», записанную с Sound Media Kids.
В 2017 году Анастасия записала дуэт с Александром Розенбаумом на его песню «Принцесса и Вагант».
В декабре 2017 года певица презентовала видеоклип на новогоднюю песню «Метель», музыку и слова к которой написала сама. Вместе с Анастасией главную роль в клипе сыграл актёр Дмитрий Дюжев. Лишь за первые 4 дня клип набрал в сети более 4 миллионов просмотров.
В феврале 2018 года певица выпустила видеоклип на новую песню «Прыжок в облака».
В марте 2018 года состоялась премьера песни «Вместе» с Александром Маршалом. Автором музыки выступил Олег Шаумаров, создатель многих отечественных хитов. Автор слов — Наталья Касимцева.
Анастасия выступила на Торжественной церемония «Год до XXII Олимпийских игр в Сочи-2014», Чемпионат мира по легкой атлетике (2013), саммит ШОС (Уфа, 2015).
Осенью и зимой 2023 г. участвовала в телешоу «Фантастика» на Первом канале в роли Розы Марковны Кляк.

## Личная жизнь
Анастасия замужем.
12 ноября 2021 года родила сына.

## Творчество
| Год  | Название                        | Авторы                                                         |
| ---- | ------------------------------- | -------------------------------------------------------------- |
| 2013 | Легко дышать                    | Рита Дакота                                                    |
| 2014 | Я выбираю тебя                  | Анастасия Спиридонова                                          |
| 2015 | Солнце                          | Леонид Молочник, Алексей Золотарев                             |
| 2016 | Мы сжигаем себя                 | Андрей Ктитарев, Джахан Поллыева                               |
| 2016 | Зимняя (feat. Sound Media Kids) | Мария Кресс, Татьяна Ватага                                    |
| 2017 | Любовь (feat. Сергей Волчков)   | Елена Мельник                                                  |
| 2017 | Всё будет хорошо                | Анастасия Спиридонова                                          |
| 2017 | Я бегу к нему                   | Дмитрий Талин                                                  |
| 2017 | Забери меня с собой             | Анастасия Спиридонова                                          |
| 2017 | Метель                          | Анастасия Спиридонова                                          |
| 2018 | Прыжок в облака                 | Виталий Волкомор, Людмила Пономаренко                          |
| 2018 | Вместе (feat. Александр Маршал) | Олег Шаумаров, Наталья Касимцева                               |
| 2018 | Цунами                          | Олег Шаумаров, Лариса Фомина-Иохельсон                         |
| 2019 | За любовь                       | Анастасия Спиридонова, Ольга Куланина, Лариса Фомина-Иохельсон |
| 2019 | Зачем                           | Тимофей Леонтьев, Лара Д’Элиа                                  |
| 2019 | 100 раз                         | Олег Шаумаров, Лариса Фомина-Иохельсон                         |
| 2020 | Утопия                          | Игорь Азаров, Кира Дымов                                       |
| 2020 | Я знаю, мы расстанемся          | Игорь Азаров, Кира Дымов                                       |
| 2020 | Обнимай меня ветром             | Игорь Азаров, Кира Дымов                                       |

| Год  | Клип                                 | Режиссёр         |
| ---- | ------------------------------------ | ---------------- |
| 2016 | Зимняя (feat. Sound Media Kids)      | Алексей Голубев  |
| 2017 | Метель                               | Илья Советов     |
| 2018 | Прыжок в облака                      | Ильдус Курмалеев |
| 2018 | Цунами                               | Евгений Курицын  |
| 2018 | Метель (feat. Участники шоу «Голос») | Алексей Хазов    |
| 2020 | Утопия (Mood Video)                  | Данил Хорошилов  |
| 2020 | Я знаю, мы расстанемся               | Мари Аянян       |

### Дискография
- 2021 — Если Любить

## Награды
| Год       | Награда                                                         | Результат |
| --------- | --------------------------------------------------------------- | --------- |
| 2012      | Голос                                                           | 3 место   |
| 2014—2015 | Три аккорда                                                     | Победа    |
| 2018      | Белые ночи Санкт-Петербурга                                     | Победа    |
| 2018      | Интернет-премия — «Золотой Хит» — песня «Привези ко мне солнце» | Победа    |
| 2019      | «Пара Года 2019»/«Яркая пара»                                   | Победа    |
| 2020      | «Пара Года 2020»/«Любящая пара»                                 | Победа    |
| 2021      | Точь в точь                                                     | Победа    |